# Parque nacional del Pollino
El Parque nacional del Pollino (en italiano, Parco nazionale del Pollino) es un parque nacional de Italia localizado en las regiones de Basilicata y Calabria. Comprendido dentro de las provincias de Cosenza, Matera y Potenza, con sus 1820 km² es el parque natural más grande del país y entre los 50 del mundo. Toma su nombre del macizo del Pollino (pico más alto, 2267 m).
Fue creado en el año 1992 e incluye tanto centros de interés natural como arqueológico. El símbolo del parque es el pino de los Balcanes, que aquí tiene una de las últimas áreas de crecimiento en Italia. Ciudades con lugares de interés son Rotonda, Castrovillari, Morano Cálabro (de Colloreto), Laino Castello, Mormanno, Scalea, Papasidero, Civita, Cerchiara (iglesia de Madonna delle Armi). Comunidades de habla albanesa se encuentran en municipios como San Paolo Albanese, San Costantino Albanese y otras. En el Valle del Mercure se han descubierto restos de especies prehistóricas como Elephas antiquus e Hippopotamus major.
Ríos y corrientes incluyen el Lao, el Sinni, el Coscile y Raganello.

## Flora y fauna
Entre las distintas especies arbóreas del parque, destacan abetos, arces reales, hayas, pinos de los Balcanes, pinos salgareños, tejos y otros.
Entre la fauna, puede mencionarse el águila real, el lobo itálico, corzo, pito negro, chovas, halcón peregrino, milano real, halcón borni, alimoche, lirón o muscardino balcánico, nutria y ardilla negra. El ciervo ha sido reintroducido en 2003.